# Měšek Boleslavovič
Měšek Boleslavovič (polsky Mieszko Bolesławowic; 1069–1089) byl polský kralevic a spoluvládce Vladislava Hermana v letech 1086–1089.
Byl synem polského knížete a krále Boleslava II. Smělého a jeho manželky Vyšeslavy Kyjevské.

## Mocenské pozadí
V době narození Měška, tedy v roce 1069 byl jeho otec Boleslav v konfliktu s několika jeho sousedy. Především to bylo se Svatou říší římskou a jejím vládcem Jindřichem IV. Využil jeho sporu s papežem Řehořem VII., uznal autoritu papeže a za to byl koncem roku 1076 korunován.
Boleslav byl však v konfliktu i s Uhry, ale to se vyřešilo porážky tamějšího krále Šalamouna v bitvě u Mogyoródu. Jeho nástupcem se stal Gejza, který byl nejen bratrancem Boleslava, ale i jeho spojencem.

## Život

### Mládí
Měšek byl jediným známým dítětem Boleslava Smělého a jeho manželky Vyšeslavy. o jeho mládí se zachovala jediná zpráva, že musel roku 1079, po státním převratu utéct s matkou i otcem do Uher. Zde také jeho otec 2. nebo 3. dubna roku 1081/82 umírá.

### Návrat do Polska
Roku 1086, za záhadných okolností se Měšek mohl vrátil do Polska. Snad Měška povolal do Polska Vladislav Herman, nástupce Boleslava Smělého, který Měška určil za svého nástupce. Možná se Měšek vrátil do Polska s pomocí uherského krále Ladislava I., s jehož pomocí dobyl Krakov. Každopádně od roku 1086 můžeme Měška pozorovat v Krakově, kde se stal spoluvládcem Vladislava Hermana

### Smrt
Měšek zemřel roku 1089, pravděpodobně byl otráven. Není známo, kdo mohl za jeho smrt, podle Galla Anonyma měl otravu na svědomí Sieciech, palatyn Vladislava Hermana, který chtěl znovusjednotit Polsko. Brzy poté začaly dlouhé boje mezi Sieciechem a syny Vladislava Hermana, tedy Zbyhněvem a Boleslavem Křivoústým.